# Daphne Panhuijsen
Daphne Panhuijsen (Nijmegen, 30 juli 1977) is een Nederlandse langeafstandsloopster en Nederlands kampioene op de 10.000 m uit Groesbeek.

## Loopbaan
Panhuijsen begon met atletiek, omdat al haar vriendinnen daar ook op zaten. Aanvankelijk deed ze aan verspringen en hoogspringen, maar al snel maakte ze een overstap naar het hardlopen. Hierop behaalde ze drie Nederlandse jeugdtitels. Wegens haar goede resultaten kreeg ze een studiebeurs aangeboden en begon met studeren aan de Universiteit van Minnesota in Minneapolis.
In 2006 won ze de Tilburg Ten Miles (10 km) in 34.26.
In 2007 brak Daphne Panhuijsen door, toen zij op het Nederlands kampioenschap 10.000 m de titel naar zich toehaalde. Ook won ze de Oostende-Brugge Ten Miles en liep zij een sterke 10 km op de Bupa Great Women Run in Sunderland, waar ze vijfde werd in 34.13 achter de winnares Rose Cheruiyot.
Panhuijsen wilde uiteindelijk doorgroeien naar de marathon, maar gaf dat op na de geboorte van haar dochter in 2008.
Ze sloot haar carrière in 2008 af met een zilveren plak op het Nederlands kampioenschap halve marathon (tijdens de City-Pier-City Loop) en zilver in de Marikenloop.

## Nederlandse kampioenschappen
| Onderdeel | Jaar |
| --------- | ---- |
| 10.000 m  | 2007 |

## Persoonlijke records
Baan
| Onderdeel | Prestatie | Datum        | Plaats     |
| --------- | --------- | ------------ | ---------- |
| 800 m     | 2.12,58   | 16 juni 1996 | Sittard    |
| 1500 m    | 4.22,52   | 26 juli 1996 | Sittard    |
| 3000 m    | 9.19,62   | 31 mei 2002  | Apeldoorn  |
| 5000 m    | 16.11,22  | 10 mei 2007  | Wageningen |
| 10.000 m  | 34.11,92  | 17 mei 2007  | Utrecht    |

Weg
| Onderdeel      | Prestatie | Datum            | Plaats      |
| -------------- | --------- | ---------------- | ----------- |
| 10 km          | 33.39     | 18 juli 2007     | Voorthuizen |
| 15 km          | 52.03     | 22 november 2002 | Nijmegen    |
| 10 Eng. mijl   | 56.34     | 4 maart 2007     | Brugge      |
| halve marathon | 1:16.17   | 25 maart 2007    | Venlo       |

Indoor
| Onderdeel   | Prestatie | Datum            | Plaats      |
| ----------- | --------- | ---------------- | ----------- |
| 800 m       | 2.14,66   | 18 februari 1996 | Den Haag    |
| 1000 m      | 2.52,68   | 15 februari 1997 | Minneapolis |
| 1500 m      | 4.31,91   | 24 februari 1996 | Den Haag    |
| 1 Eng. mijl | 4.51,72   | 23 februari 1997 | Chicago     |
| 3000 m      | 9.46,08   | 11 januari 1997  | Minneapolis |

## Palmares

### 3000 m
- 2008: 4e NK indoor - 9.50,72

### 5000
- 2003:  NK - 17.02,74

### 10.000 m
- 2002:  NK - 35.04,66
- 2006:  NK - 34.22,59
- 2007:  NK - 34.11,92

### 5 km
- 2007:  Maastrichts Mooiste - 16.40
- 2008:  Marikenloop - 18.18
- 2008:  Zwitserloot DAKRun - 19.16

### 8 km
- 2006:  Acht van Apeldoorn - 24.52

### 10 km
- 2002: 10e Parelloop - 36.20
- 2002:  Sint Bavoloop - 35.26
- 2003: 6e Zwitserloot Dakrun - 35.56
- 2006:  Tilburg Ten Miles - 34.26
- 2006:  Goudse Nationale Singelloop - 33.42
- 2006: 8e Zwitserloot Dakrun - 35.05
- 2006: 8e Tilburg Ten Miles - 34.37
- 2006: 9e Parelloop - 36.14
- 2006:  Stadsloop Appingedam - 34.47
- 2007: 5e Bupa Great Women Run - 34.13
- 2007: 7e Parelloop - 35.26
- 2007:  Laan van Meerdervoortloop - 33.59
- 2007:  Wiezo run - 33.31
- 2007:  Stadsloop Appingedam - 34.01

### 15 km
- 2000: 22e Zevenheuvelenloop - 57.03
- 2001:  Posbankloop - 58.33
- 2002:  Montferland Run - 53.11
- 2006: 10e Zevenheuvelenloop - 54.03
- 2007: 8e Zevenheuvelenloop - 53.57
- 2013:  Maastrichts Mooiste - 1:01.04

### 10 Eng. mijl
- 1999:  Peter Rusmanloop - 1:01.37
- 2004: 12e Dam tot Damloop - 1:00.33
- 2006: 11e Dam tot Damloop - 57.40
- 2006: 12e Great South Run - 57.15
- 2007:  Oostende-Brugge Ten Miles - 56.34

### 20 km
- 2006: 7e 20 van Alphen - 1:14.07

### halve marathon
- 2002:  halve marathon van Duiven - 1:16.59
- 2007: 9e halve marathon van Egmond - 1:19.54
- 2007:  Bredase Singelloop - 1:17.50
- 2008:  NK in Den Haag - 1:16.51 (5e overall)
- 2008: 8e Venloop - 1:19.48

### veldlopen
- 2002:  Abdijcross - 18.51
- 2002: 14e Warandeloop - 22.22